# Hesbécourt
Hesbécourt é uma comuna francesa na região administrativa de Altos da França, no departamento de Somme. Estende-se por uma área de 3,62 km². Em 2010 a comuna tinha 57 habitantes (densidade: 15,7 hab./km²).